# イージートゥーン
イージートゥーン (Easytoon) とはRadium Software Developmentsの^cが作成したフリーソフトである。
パソコン上でアニメを描く際に用いる。
略称はET、イジトンなど。

## 概要
パソコン上で白黒2色、GIF形式の動画を描くことができるフリーソフト。
このソフトはいくつかのバージョンがあり、上に挙げたものはそのオリジナル版イージートゥーンの作成者のサイトである。
このソフトだけでは白黒の2色しか使えないものの、別のソフトを使う事で着色する事もできる。

## 特徴
- 白、黒の2色が使える
- 枚数(フレーム数)を好きなだけ増やせる
- 直前のフレームを青、直後のフレームを赤、両方重なっている部分を緑で表示する
- 左ドラッグで絵画、右ドラッグで消しゴム
- 保存形式は.ezt（独自）と.gifがあり、ezt形式は保存用

### ツール
ツールとして以下のものがある。
ペン幅をピクセル単位で設定可能
- 鉛筆（フリーハンド絵画）
- 直線
- 塗り潰し
- 矩形ツール（塗り潰しもあり）
- 円ツール（塗り潰しもあり）

その他
- プレビュー
- 範囲選択（拡大縮小、等比拡大縮小、回転、自由変形、選択範囲の移動）
- 新規フレームの挿入
- フレームの削除
- フレームのクリア
- インターバル設定（基本インターバルはインターバル0のフレームに適用、また個別にインターバルを設定する事もできる）
- フレームの切り取り、コピー、ペースト

また、文字の挿入機能は付属していないがペイントで文字を入力後、コピー&ペーストすることで文字を挿入する事ができる。